# Shallow Be Thy Game
Shallow Be Thy Game е сингъл на американската фънк рок група Ред Хот Чили Пепърс. Това е дванадесетата песен от албума One Hot Minute и петият издаден сингъл от него.
Песента е издадена като сингъл само в Австралия със същата снимка на бандата, с която излиза предишният им сингъл Coffee Shop. Текста на песента критикува организираната религия (в частност християнството) и мисионерските мисии проповдяващи идеите си на хора, които нямат нужда от тях.